# Liste der Figuren aus Cars
Dies ist eine Liste mit Beschreibung der Figuren aus den Pixar-Filmen Cars aus dem Jahr 2006 sowie Cars 2 aus dem Jahr 2011 und Cars 3: Evolution aus dem Jahr 2017.

## Rust-Eze Team

### Lightning McQueen
Lightning McQueen, genannt „Lightning“, gelegentlich von Sally „Sticker“ genannt, ist der Protagonist des Films Cars und wird synchronisiert von Daniel Brühl bzw. Manou Lubowski. Er ist nach Glenn McQueen benannt, einem Pixar-Animator, der an Melanomen im Oktober 2002 starb, obwohl das Auto Merkmale mit dem Schauspieler und Rennfahrer Steve McQueen teilt. Sein gesamtes Profil wurde von Stockcars und Le Mans Langstrecken-Fahrzeugen, beispielsweise Lola und Ford GT40 inspiriert.
Am Anfang des ersten Films war Lightning McQueen ein talentierter und überheblicher Rennwagen, der sich vor allem gegenüber seiner Boxencrew hochmütig zeigte und beim Boxenstopp auf frische Reifen verzichtete und lediglich Sprit verlangte, um Zeit zu sparen. Er wollte als erster Newcomer den Piston Cup und einen lukrativen Vertrag von Dinoco im letzten Rennen der Saison gewinnen, beendete das Rennen jedoch in einem Tie-Break mit dem mehrmaligen Zweiten Chick Hicks und dem Veteran Strip „The King“ Weathers, als er den großen Vorsprung wegen geplatzter Hinterreifen verlor. Lightning wollte auch den Dinoco Deal wegen seiner Abneigung gegen seinen etwas unbeholfenen Rust-Eze Sponsoring und die rostigen Autos darin.
Nachdem er auf dem Weg nach Kalifornien von seinem Transporter „Mack“ verloren wird, verirrt er sich in die Stadt Radiator Springs und trifft neue Freunde, denen er hilft, ihrer Stadt wieder alten Glanz zu verleihen. Dort freundet er sich mit dem Abschleppwagen Hook und Sally, einer Anwältin und Hotelbesitzerin, an. Außerdem lernt er, was wahre Freundschaft bedeutet, wie Gier Menschen beeinflusst, wie wichtig das Einhalten von Versprechen und Teamarbeit ist und dass der Weg, nicht das Ziel, entscheidend ist.
Als Chick Hicks im Abschlussrennen „The King“ Weathers rammt und dieser sich überschlägt, stoppt Lightning in Führung liegend an der Ziellinie und kehrt um, damit er den schwerbeschädigt liegen gebliebenen Weathers ehrenvoll den Rest des Weges seines letzten Rennens über die Ziellinie schieben kann. Die Zuschauer freuen sich über diese faire Geste.
Lightning wird dann angeboten, zu Dinoco zu kommen, obwohl er nur Dritter wurde, aber er erklärt, dass er beim Team bleiben wolle, dem er den großen Durchbruch zu verdanken hat, und holt mit diesem dann schließlich auch sieben Titel.

### Mack
Mack ist ein 1980er Mack Superliner LKW mit dem Kennzeichen „RUSTEZ3“ und wird von Hartmut Neugebauer synchronisiert. Als engagiertes Mitglied des Rust-eze Medicated Bumper Ointment Teams zieht Mack Lightning McQueens Anhänger zu seinen Rennen. Nachdem die gesamte Boxencrew von McQueen kündigt, bleibt Mack der einzige Freund von McQueen. McQueen bringt Mack dazu, die ganze Nacht nach Kalifornien durchzufahren. Während der langen Fahrt schläft Mack jedoch ein und wird Opfer der Delinquent Road Hazards, einer Gruppe von rücksichtslosen Rasern. Diese Gruppe schubst Mack hin und her. Dadurch kommt Mack an den holprigen Straßenrand. Durch das Gerüttel fällt ein Wackelkopf auf einen Knopf für die Rampe am Anhänger McQueens. Nun öffnet sich die Klappe des Anhängers und McQueen rollt langsam schlafend heraus. Mack registriert das Fehlen McQueens zunächst nicht. Erst als Mack seinen Anhänger an der Rennstrecke in L.A. öffnet, wird seine Abwesenheit bemerkt. Nachdem Doc den entscheidenden Hinweis auf McQueens Aufenthaltsort gegeben hat, fährt Mack nach Radiator Springs und transportiert McQueen auf Drohung von dessen Agenten nach Los Angeles. In McQueens Tie-Break-Rennen dient er als McQueens Boxencrew bis eine Gruppe von Freunden aus Radiator Springs kommt, um McQueen zu helfen. Nach dem Rennen zieht Mack mit McQueen nach Radiator Springs.
Er liebt Musik, sehr ruhige Musik allerdings führt gerne dazu, dass er einschläft. Zudem verhält er sich hin und wieder auch kindisch, so ist u. a. zu sehen, wie er am Heck eines Tanklasters Grimassen schneidet.

### McQueens Boxencrew
Lightning McQueens Boxencrew sind normale Gabelstapler. Nachdem McQueen nicht in die Box fuhr, um die Reifen zu wechseln und fast den Saisonsieg einbüßte, kündigen sie. Der wahrscheinlich amtierende Crew Chief ‒ der offizielle Crewchef wurde kürzlich entlassen ‒ wurde dann von McQueen „Chuck“ genannt. Dieser antwortete wütend „Ich heiße nicht Chuck“. Im Abspann wird er als „Nicht Chuck“ (ein Wortspiel) bezeichnet und wird in der Originalversion synchronisiert von Mike „No Name“ Nelson.

### Harv
Harv ist Lightning McQueens Agent. Er ist nie auf dem Bildschirm zu sehen. Wenn McQueen und Mack auf dem Weg zum Tie-Break-Rennen sind, spricht McQueen über seine Lautsprecher mit Harv. Er drohte, Mack zu feuern, wenn er McQueen nicht sofort nach Los Angeles bringt. Sonst ist nichts über Harv bekannt. Er ist laut Angaben ein Ford Granada.

### Rusty und Dusty Rust-Eze
Die Rust-eze Brothers, Rusty und Dusty sind die Besitzer von Rust-Eze, dem Team, das Lightning McQueen sponsert und ihm zu seinem großen Durchbruch verhalf. Rusty ist ein 1963 Dodge Dart Cabrio und Dusty ein 1964 Dodge A100.

## Dinoco Team

### Strip „The King“ Weathers
Strip „The King“ Weathers ist ein Dinoco Blue Veteran-Rennwagen und wird synchronisiert von Niki Lauda. Er beruht auf Richard Pettys 1970er Plymouth Superbird, seine Nummer, die 43, war auch Pettys Rennwagen-Nummer. Die „Dinoco Blue“-Farbe wurde von dem im Richard-Petty-Museum ausgestellten Pettys Superbird übernommen. Er ist neben Chick Hicks und Lightning McQueen einer der Rennwagen im 2005 Piston Cup Tie-Break-Rennen. Er ist Dinocos Goldjunge und erhofft sich im Tie-Break-Rennen, seinem Letzten Rennen, den Sieg. Er fordert Lightning McQueen dazu auf, sich die Bedeutung des Teams ins Gedächtnis zu rufen. Er ist ein harter, kompromissloser Racer, kämpft allerdings stets fair.
Hicks rammte Weathers, was in einem gefährlichen Crash endete. McQueen sieht das und erinnert sich an den schlimmen Unfall und das damit verbundene Karriereende von Doc Hudson. Weil er möchte, dass der King ein würdiges Karriereende erlebt, schiebt er ihn über die Ziellinie.

### Lynda Weathers/Mrs. The King
Mrs. The King, wie Hook sie nennt, ist die Frau von The King und ein Chrysler Town & Country Kombi. Sie wird von Eva-Maria Bayerwaltes synchronisiert. Während des Rennens sitzt sie in einer speziellen VIP-Loge neben Tex und drückt die Daumen für ihren Mann.

### Tex Dinoco
Tex Dinoco, synchronisiert von Norbert Gastell, ist ein goldener 1975er Cadillac Coupe de Ville und Besitzer von Dinoco. Es ist unbekannt, ob Dinoco Tex' Nachname ist, oder ob der Name einfach hinzugefügt wurde, um dem Verbraucher eine bessere Vorstellung von seiner Persönlichkeit zu geben. Die zeichnerische Gestaltung von Tex wurde von den goldenen Cadillacs mit den langen Hörnern inspiriert, in denen die Gäste des Big Texan Steak Restaurant in Amarillo, Texas zum Abendessen gefahren werden.

### Dinoco Transporthubschrauber
Der Dinoco Transporthubschrauber Rotor Turbowsky basiert auf einer Bell 430. Während des Rennens ist er auf dem Dinoco-Zelt zu sehen. Am Ende des Films macht Hook einen Flug mit dem Hubschrauber, nachdem Lightning Hook versprochen hatte, dass er mal in einem fliegen könne.

### Cal Weathers
Cal Weathers, synchronisiert von Gregor Seberg, ist Strips Neffe, der zur Zeit von Cars 3 für Dinoco fährt, während sein Onkel als sein Crew-Chef fungiert. Auch er ist ein erfolgreicher Fahrer und hat wie auch sein Onkel ein entspanntes Verhältnis zu McQueen, die beiden spielen sich gerne nach dem Rennen gegenseitig Streiche, meinen es aber alles andere als böse zueinander und erlauben sich untereinander keine unfairen Manöver. Mit dem Aufstieg der Next Gen-Rennautos allerdings wird Cal kurz vor Saisonende gezwungen, seine Karriere zu beenden.

## Hostile Takeover Bank Team

### Chick Hicks
Chick Hicks, synchronisiert von Christian Tramitz, ähnelt stark einem Auto der General Motors G Plattform und verfügt über Merkmale des Chevrolet Monte Carlo und des Buick Grand National. Er ist der wichtigste Gegenspieler des ersten Films und rammt Lightning McQueen und The King, um den Piston Cup zu gewinnen. Sein Sponsor ist die „Hostile Takeover Bank.“ Seine Boxencrew ist gemein zu Guido, weil er winzig ist, obwohl seine Fertigkeiten besser als ihre eigenen sind. Seine Nummer im Rennen, die 86, bezieht sich auf das Gründungsdatum der Pixar Studios. 
Er ist wild entschlossen zu gewinnen und rammt dafür öfter andere Rennwagen. Wieso er immer ohne Strafe davonkommt, wird nicht erklärt. Er beneidet McQueen, neigt aber dazu ihn zu kopieren und übernimmt für sich den Spitznamen „Thunder“, den McQueen ursprünglich als Herabsetzung verwendet hatte. Da Chick Hicks The King im Rennen immer unterliegt neidet er ihn ebenso wie Lightning McQueen. Chick und McQueen haben beide den Wunsch, das neue Gesicht von Dinoco Oil zu werden.
In der letzten Runde des Tie-Breaker-Rennen schafft er es nicht vor Weathers, weswegen er ihn so heftig rammt, dass dieser von der Strecke fliegt und nach einem verheerenden und erschreckenden Crash, bei dem er sich mehrfach überschlägt, als Schrotthaufen endet. Chick Hicks erwartet einen riesigen Applaus, nachdem McQueen ihn bewusst den Piston Cup gewinnen lässt, um „The King“ zu helfen, doch die Menge und die Medien sind brüskiert von seinem Sieg und buhen Chick Hicks sehr zu seinem Ärger auf der Bühne aus. In vielerlei Hinsicht stellt Hicks dar, wie Lightning McQueen hätte werden können.
Später wird er zum TV-Experte, der, nachdem McQueen als siebenfacher Champion den Next Generationen-Rennwagen unterliegt, spöttische Kommentare über ihn reißt.

## Weitere Rennwagen beim Piston Cup Rennen

### Chuck Armstrong
Chuck Armstrong ist ein blau-schwarz-weißer Rennwagen mit der Startnummer 33. Beim Dinoco 400 Rennen fliegt er über die Wiese, überschlägt sich ein paar mal und landet total verbeult und verbogen. Er beharrt darauf, dass er trotzdem weiterfahren kann, wird aber von einem Abschleppwagen abgeschleppt. Er ist unter Rennwagen dafür bekannt, dass er allergisch auf andere Kraftstoffe reagiert. Außerdem soll er mal ein Rennen mit abgenutzter Kupplung gewonnen haben. Er tritt als Fahrer des Mood Strings Team an.

### Claude Scruggs
Claude Scruggs ist ein gelb-schwarzer Rennwagen mit der Startnummer 52. Beim Dinoco 400 Rennen liegt er auf dem Dach von Todd Marcus. Er tritt als Fahrer des Leak Less Teams an. Später benutzt Lightning McQueen seine Räder um die anderen Autos zu überspringen.

### Todd „The Shockster“ Marcus
Todd Marcus ist ein rot-schwarz-weißer Rennwagen mit der Startnummer 123. Beim Dinoco 400 Rennen liegt Claude Scruggs auf seinem Dach. Er tritt als Fahrer des No Stall Teams an.

### Billy Ölwechsler
Billy Ölwechsler ist ebenfalls Rennfahrer beim Piston Cup Rennen und geht für das Oktan-Erhöhungs-Turbo-Vitamine-Team an den Start. Er wird als ein oranger Lota GT der fiktiven Marke Sherpa Motors angegeben, welcher am ehesten dem Toyota Camry ähnelt. Er trägt die Nummer 58. Er ist durch gute Zusammenarbeit mit seinem Team außerdem ein guter Rennfahrer.

### Aiken Axler
Aiken Axler nimmt ebenfalls am Piston Cup teil. Er ist grau lackiert, trägt die Nummer 28 und ist Fahrer des NitroAde Team.

### Crusty Rotor
Crusty Rotor ist ein pinker Rennwagen mit der Nummer 76 der für das Vynil-Toupet-Team fährt.

### Dale Earnhardt
Dale Earnhardt ist ein roter Piston-Cup-Rennwagen mit der Startnummer 8, der große, äußerliche Ähnlichkeiten mit Lightning McQueen aufweist. Seine Teamzugehörigkeit ist nicht bekannt.

### Dirkson „Dirk“ D'Agostino
Dirkson D'Agostino, besser bekannt als Dirk, ist ein grün-schwarzer Rennwagen mit der Nummer 34. Er wird vom Trunk-Fresh-Team gesponsert, ein Grafikdesign-Unternehmen, bei dem er gearbeitet hat, bevor der Chef sein Talent zum Rennsport entdeckte und ihn verpflichtete. Er ist einer der besten Rennwagen beim Dinoco-400-Rennen.

### Kevin Rennreifen
Kevin Rennreifen ist ein rosa-gelber Rennwagen mit der Startnummer 35. Er ist Fahrer des Shifty-Drug-Teams und wird von einem Verve XT der fiktiven Marke Capitol Motors verkörpert, welcher am ehesten einem Ford Mustang der 90er Jahre ähnelt.

### Ernie „Giddyup“ Gearson
Ernie Gearson, auch genannt Giddyup, ist ein hellblau und mintfarbener Rennwagen mit der Nummer 93. Er fährt für das Spare-Mint-Reifen-Erfrischer-Team und ist schon lange beim Piston-Cup dabei. Durch seine vielen Jahre Erfahrung glaubt er, eine Chance gegen Lightning McQueen zu haben.

## Rennwagen beim World Grand Prix
- Lightning McQueen
- Jeff Gorvette
- Shu Todoroki
- Max Schnell
- Francesco Bernoulli
- Raoul CaRoule
- Lewis Hamilton
- Nigel Gearsley
- Roman Pedalski
- Carla Veloso
- Miguel Camino

## Die Bevölkerung von Radiator Springs

### Hook
Hook (im Original Mater), synchronisiert von Reinhard Brock bzw. Gerhard Jilka, ist ein rostiger Abschleppwagen und zwar ein 1956er Chevy Pickup Truck. Auf seinem Kennzeichen steht A113. Er ist der selbsternannte Weltmeister im Rückwärtsfahren und erklärt dies mit seiner eigenen Philosophie: Ich muss nicht sehen, wo ich hinfahre, ich muss nur wissen, wo ich gerade war. Hook bringt McQueen das Rückwärtsfahren bei, das er im Rennen auch einsetzt, als er von Hicks gerammt wird und sich um 180° dreht.

### Sally
Sally, synchronisiert von Bettina Zimmermann, ist ein königsblauer 2002er Porsche 911 Carrera. Auf ihrem kalifornischen Kennzeichen steht 301PCE. Sally, McQueens Schwarm, ist die flotte Anwältin von Radiator Springs. Sie kam vor einigen Jahren in die Stadt in ihren eigenen Worten: „Ich war nie glücklich. Ich bin weg aus Kalifornien und darauf los gefahren, bis ich hier [im Wheel Well Motel] liegen geblieben bin. Doc hat mich repariert, Flo hat mich aufgenommen. Sie alle eigentlich. Und ich bin geblieben.“ Sally verliebte sich in die Stadt und das umliegende Land und ließ sich in der Stadt nieder. Sie betreibt das Cozy Cone Motel. Später haben Sally und Lightning das Wheel Well Motel wiedereröffnet. Sie nennt McQueen zuerst „Sticker“, um ihn wegen seiner falschen Scheinwerfer zu ärgern. Später verwendet sie Sticker als freundlichen Spitznamen. Im britischen Auto-Magazin Top Gear wurde Sally in die „Liste der zehn Autos mit dem meisten Sexappeal“ („list of the 10 sexiest cars in the world“) aufgenommen.

### Doc Hudson

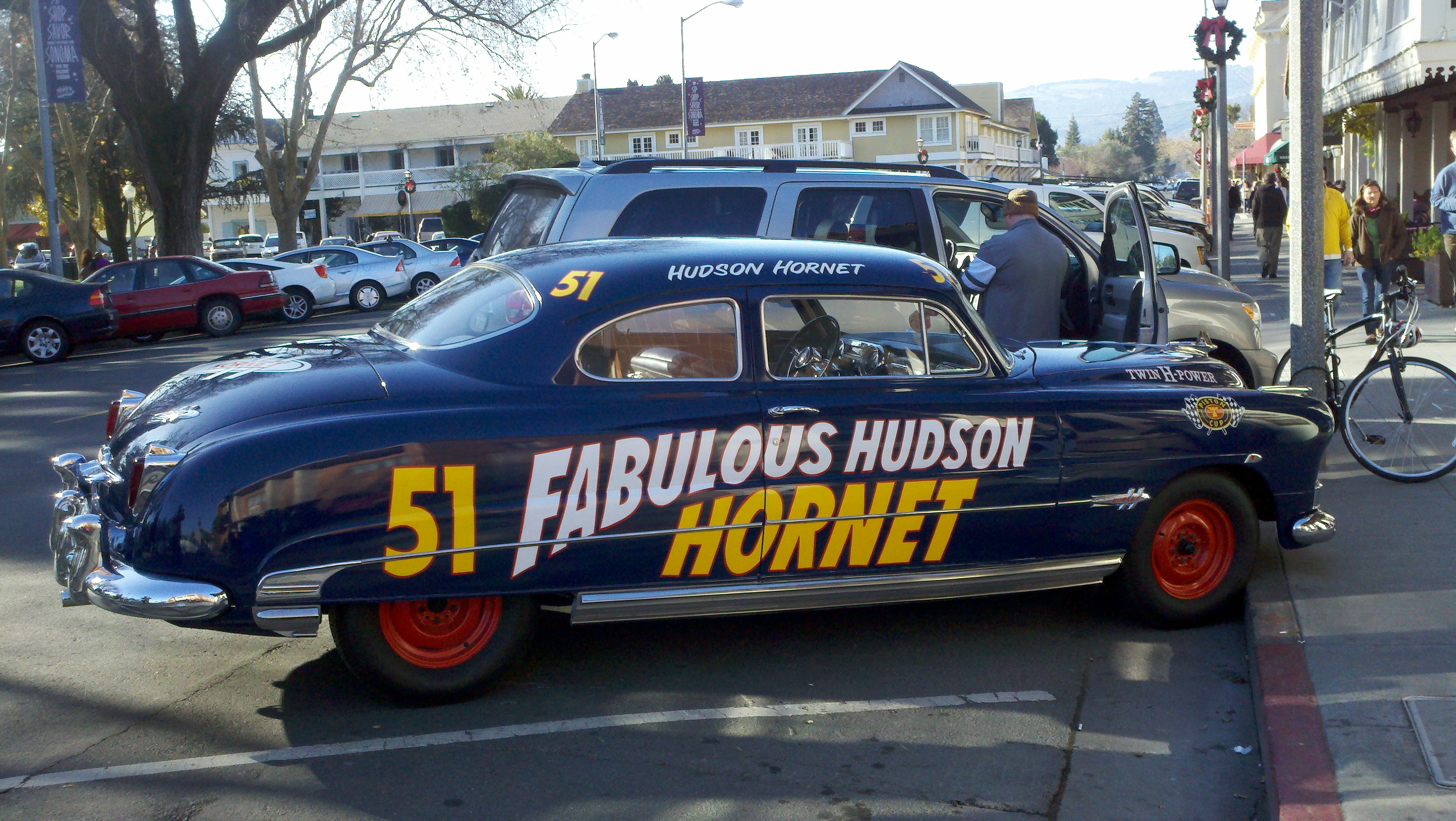
Hudson Hornet in der Lackierung des Fahrzeugs im Film

Doc Hudson, synchronisiert von Friedrich Schoenfelder, wird auch Dr. Hudson oder Doc genannt. Auf seinem Kennzeichen steht 51HHMD. Die einzelnen Bestandteile des Nummernschildes beziehen sich auf sein Baujahr (51 für 1951) und die Nummer im Autorennen und Modell (HH bedeutet Hudson Hornet) sowie den Beruf (Arzt, denn die Abkürzung MD bedeutet engl. medical doctor). Doc war einst als einer der berühmtesten Rennwagen, die je gelebt haben, bekannt. Als Fabulous Hudson Hornet (# 51) gewann er drei Piston Cups und hält immer noch den Rekord für die meisten Siege in einer Saison. Er bewahrte eine Zeitung über den Crash auf, der seine Karriere beendete. Sie soll ihn daran erinnern, nie wieder ins Leben zurückzukehren, das ihn fast umgebracht hätte. Er verließ die Rennszene erschöpft, um sich offenbar Zeit zu nehmen, um Medizin zu studieren. Die berühmte No.51 verschwand in der Dunkelheit, sodass sich viele fragten, wo er geblieben war.
Als er McQueen traf, entdeckte er vieles aus seiner Vergangenheit in dem Neuling. Doc war wenig erfreut darüber, dass McQueen seine Vergangenheit herausgefunden hatte. Nachdem McQueen die von ihm beschädigte Straße repariert hatte, entschied er sich eine Weile zu bleiben. Doc konnte ihn nicht mehr ertragen und rief die Presse an, um ihn sofort zum Piston Cup zurückzubringen, es sei das Beste für alle.
Jedoch taucht Doc Hudson (mit seiner #51-Lackierung) beim Entscheidungsrennen auf und unterstützt McQueen.
Er stirbt zwischen Cars & Cars 2.

### Sheriff
Sheriff, synchronisiert von Jochen Striebeck, ist ein 1949er Mercury Club Coupe Polizeiwagen. Sein Kennzeichen trägt die Nummer 001 des Carburetor County. Sheriff ist in der klassischen Farbgebung für amerikanische Streifenwagen, schwarz und weiß, lackiert mit einer einzigen kuppelförmigen roten Rundumkennleuchte und zwei Sirenen. Sheriff war der erste Bewohner von Radiator Springs, der im Film erschienen ist. Sheriff war auch der erste, den Lightning McQueen während einer Verfolgungsjagd traf, als er durch die Stadt raste und versuchte, Mack zu finden. Nachdem McQueen sich in den Elektroleitungen und Zäunen verfangen hatte, sagte der Sheriff: „Bürschchen, in deiner Karosserie möchte ich nicht stecken.“ Später freundete er sich mit McQueen an und bot ihm sogar eine Eskorte nach L.A. an. Er schniefte sogar ein paar Mal, nachdem McQueen die Straße fertiggestellt hatte und kurzzeitig verschwunden zu sein schien. Sheriff leugnete dies und behauptete, er wäre froh gewesen, dass Lightning weg war. Er schloss sich ebenfalls dem Rennteam an, das McQueen beim Rennen unterstützte.

### Luigi
Luigi, synchronisiert von Rick Kavanian, ist ein 1959er Fiat 500. Er ist ein Scuderia-Ferrari-Fan und verfolgt sein ganzes Leben den Rennsport. Sein Kennzeichen lautet 445-108, was der Längen- und Breitengrad für das Haupt-Ferrari-Werk in Modena, Italien, ist. Luigi besitzt einen Reifenladen, Casa Della Tires (italo-englisch.: Haus der Reifen), und ist berühmt für seinen schiefen Turm aus mehreren Reifen, eine Anspielung auf den schiefen Turm von Pisa. Sein Assistent ist ein italienischer Gabelstapler namens Guido. Im Gegensatz zu diesem spricht er deutsch (bzw. englisch), allerdings mit Akzent. In seinem Laden sind viele gerahmte Bilder von Ferraris aufgehängt. Anfangs respektieren Luigi und Guido Lightning McQueen nicht, aufgrund der Verwüstungen, die er in der Stadt verursacht hat, und weil er kein Ferrari ist. Später lernen sie sich kennen und geben ihm, um ihm ihre Verbindlichkeit zu zeigen Weißwandreifen. Während des großen Rennens arbeiten Luigi und Guido als McQueens Boxencrew, aufgeregt mit einem richtigen Rennwagen zu arbeiten, auch wenn es kein Ferrari ist. Am Ende führt McQueen eine Gruppe italienischer Sportwagen ‒ einen Ferrari F430 (synchronisiert von Michael Schumacher) und zwei Maserati Quattroportes ‒ zu seinem Geschäft, nachdem er es ihnen empfohlen hat.
Er hat einen Onkel namens Topolino in Italien. Dessen Frau wird Mama Topolino genannt.

### Guido
Guido, synchronisiert von Marcantonio Moschettini, ist ein auf einer Isetta basierender Gabelstapler, der in Luigis Casa Della Tires arbeitet, und Luigis bester Freund. Die einzige Sprache, die Guido spricht, ist Italienisch, obwohl er auch Deutsch (bzw. Englisch) versteht und auch ein paar Wörter spricht (beispielsweise Boxenstopp mit italienischem Akzent). Sein Traum ist es, einen Boxenstopp für einen echten Rennwagen durchzuführen. Während des großen Rennens, als Mitglied von McQueens Boxencrew, führte er den schnellsten Reifenwechsel in der Piston-Cup-Geschichte aus (alle vier Reifen in vier Sekunden) und schockt damit Chick Hicks Boxencrew, die sich vorher über ihn lustig gemacht hat, wodurch ihre Schnurrbärte/Kühlergrills auf den Boden fallen. Der Name „Guido“ ist ein Homonym für das italienische gebeugte Verb „Ich fahre“ (guido).

### Ramone
Ramone, synchronisiert von Gudo Hoegel, ist ein 1959er Chevrolet Impala Lowrider mit spanischem Akzent und besitzt einen Lack- und Karosserieladen, wo er sich selbst und später auch Lightning McQueen umlackiert. Sein Kennzeichen lautet: "L0WNSL0", das einen Verweis auf sein Schlagwort "Low and Slow" (Tief und Langsam") gibt. Er ist mit Flo, deren Restaurant direkt neben seinem Laden liegt, verheiratet. Ramone wird in der Regel violett mit gelb-orangen Flammen dargestellt, wechselt aber im Laufe des Films aufgrund mangelnder Kunden jeden Morgen seine Lackierung, um seine Fähigkeiten zu beweisen. Diese Situation ändert sich, nachdem Radiator Springs am Ende des Films wieder mehr Besucher bekommt. Ramone wechselt auch im zweiten Teil von Cars häufig seine Lackierungen, so ist er zum Beispiel komplett in grün oder mit britischen Nationalfarben (blau-weiß-rot) und Union-Jack auf dem Dach lackiert.

### Flo
Flo, synchronisiert von Sandra Schwittau, ist die Eigentümerin von Radiator Springs' einzigem Benzin-Restaurant, „Flo's V-8 Café“ und ist mit Ramone, dem Körper-Künstler der Stadt verheiratet. Ihr Nummernschild lautet „SHOGRL“, ein Nummernschild das bei vielen Motorama Showcars eingesetzt wird, und ist eine Anspielung auf den Begriff „Showgirl“.

### Bully
Bully (im Original Fillmore), synchronisiert von Helmfried von Lüttichau, ist ein VW Typ 2 T1 Kleinbus der späten 1950er/frühen 1960er Jahre Oldtimer, belegt durch seinen spitzen vorderen Blinker und eine kleine Heckscheibe. Bullys Nummernschild lautet „51237“, das ist ein Verweis auf den 12. Mai 1937, dem Geburtstag von George Carlin. Er ist ein stereotyper Hippie, dessen Nummernschild so positioniert ist wie ein Soul Patch. Sein englischer Name ist eine Referenz auf das Fillmore East, ein Musiktheater, das ein Zentrum für Rock-Performances in den 1960er- und 1970er-Jahren (The Allman Brothers, The Grateful Dead und Jimi Hendrix, um nur einige zu nennen) war. Er besitzt einen Biokraftstoff-Shop (Fillmore's Organic Fuel), der verschiedene Geschmacksrichtungen bietet, und glaubt, Benzin-Unternehmen beherrschen die Öffentlichkeit. Am Morgen, als Nachbar Sargeant den militärischen Weckruf spielt und die Flagge der Vereinigten Staaten hebt, unterbricht Bully Sargeants Weckruf mit Jimi Hendrix' Interpretation von „The Star-Spangled Banner“. Dies ärgert Sargeant so sehr, dass er Bully zuruft: „Stell augenblicklich dieses respektlose Gejaule ab!“ Worauf dieser mit „Hab du mal Respekt vor den Klassikern, Mann. Das ist Hendrix!“ antwortet. Trotzdem ist er mit Sargeant befreundet.

### Sargeant
Sargeant, synchronisiert von Ekkehardt Belle, ist ein Willys MB. Ein Veteran mit militärischem grünen Anstrich und etwas stilisierten Sergeant-Major-Abzeichen (E-9) auf seinen Seiten. Er erscheint als ein Willys MB zur Zeit des Zweiten Weltkriegs. Sein Kennzeichen lautet: „41WW2“, was für das Datum des Eintritts des Willys MBs in den Dienst der US Army (1941 World War II) steht. Er betreibt ein Ersatzteil-Lager mit dem Namen „Sarge's Surplus Hut“, ist Nachbar von Bully und fungiert als Teil von McQueens Boxencrew, indem er ihn betankt. Am Ende des Films eröffnet er ein Trainingslager für SUVs und Autos mit Allradantrieb. Er zeigt sich als harter und gnadenloser Typ, der er sich nicht leisten kann, Schwächen zu zeigen. Am Ende des ersten Teils eröffnet er ein Trainingszentrum für Geländewagen, welche aber gar nicht ins Gelände wollen („Da mach ich mir ja meine Felgen ganz schmutzig.“).

### Lizzie
Lizzie, synchronisiert von Nadja Tiller, ein Ford Model T, ist die Witwe des Gründers von Radiator Springs, Stanley, und ist die Besitzerin eines Souvenir- und Zubehör-Shops (Radiator Springs Curios). Ihr Nummernschild „MT23“, ist ein Verweis auf ihr Modell und Baujahr. Ihr Name ist von Tin Lizzie, einem der beliebtesten Kosenamen des T-Modells abgeleitet. Sie ist etwas vergreist, und hat ein Auge auf Lightning McQueen. Als die Straße (halbwegs) fertig ist, sagt sie zu Luigi: „He, Luigi, neben der neuen Straße sieht dein Schuppen aus wie 'ne Müllhalde.“ Luigi bezeichnet sie als altes Teufelsweib, verzweifelt aber an der Wahrheit ihrer Worte.

### Red
Red, synchronisiert von Joe Ranft, ist ein 1960er Seagrave Feuerwehrfahrzeug. Sein Kennzeichen trägt die Nummer 002 des Carburetor County. Er ist schüchtern und emotional, oft in Tränen und/oder versteckt sich, wenn er verärgert ist und spricht nie, deswegen hat er auch keinen deutschen Synchronsprecher. Er verbringt die meiste Zeit mit Garten- und Wascharbeit, wie die Statue von Stanley neben seinem Feuerwehrhaus. Anfangs hasst Red McQueen, weil dieser bei seiner Fahrt nach Radiator Springs seine Blumen überfuhr. Er hat ihm aber vergeben, was daran erkennbar ist, dass Red heulend wegfährt als Sheriff sagte, er sei froh, dass er weg ist, als er die Straße fertiggestellt hat.

### Stanley
Stanley ist Lizzies verstorbener Ehemann und war der Gründer von Radiator Springs. Stanley war wahrscheinlich ein Stanley Steamer, ein mit Dampf betriebenes Automobil. Eine Statue von Stanley steht vor dem Rathaus, die, obwohl sie von Lightning McQueen vom Sockel gebrochen und durch die Straßen geschleift wurde, unbeschädigt blieb. Ein weiteres Missgeschick stellte die Statue an ihren ursprünglichen Standort zurück. Obwohl er tot ist, übt er Einfluss auf die Stadt aus, besonders auf Lizzie, die in Erinnerung an ihn, mit der Statue spricht.

### Frank
Frank ist ein oranger Mähdrescher, der einem Stier ähnlich sieht und der Hüter der Traktoren ist. Nach der ersten Begegnung mit McQueen, beim Traktor-Erschrecken mit Hook, träumt McQueen, dass er, The King und Chick Hicks von Frank geschlagen werden. Frank ist zuletzt mit den Traktoren im Drive-In-Theater zu sehen.

## Agenten

### Finn McMissile
Finn ist ein metallicblauer Aston Martin DB4, der als britischer Agent (im Stile von James Bond) die Verschwörung der „Gurken“-Autos aufklären soll und dies mit Hilfe von Holly Shiftwell & Hook auch tut. Er ist mit allerlei Spezifikationen ausgestattet, darunter Haken zum um die Ecken kommen, Maschinengewehre hinter den Scheinwerfern, Harpunenanker unter dem Auto und Ölwerfern im Rücklicht. Er kann allerdings im Gegensatz zu Holly nicht fliegen.

### Holly Shiftwell
Holly ist ein violetter Jaguar XJR-15. Sie ist Finn McMissile als Botschaftsüberbringerin zugeteilt (Code: „Ein Karmann-Ghia hat keinen Kühler“ – „Weil er luftgekühlt ist“) und nach eigener Aussage nur für den Innendienst geeignet. Sie hält als Erste Hook für den US-Agenten und freundet sich im Verlauf mit ihm an. Holly kann dank Düsen & Spoiler fliegen, was Finn mit ihrem Status als Neuwagen quittiert („Ihr Neuwagen bekommt immer das Beste“) Am Ende des Filmes kommen Holly & Finn in Radiator Springs zu Besuch (wo sie sich als Hooks Freundin vorstellt), sind gerade am Heimweg von einer Mission; Holly ist somit eine vollwertige Agentin geworden.

### Rod „Torque“ Redline
Rod „Torque“ Redline ist ein US-amerikanischer Agent, der Finn McMissile das Foto des Motorraums von Sir Miles Axelrod übergeben soll. Da er in Japan auf der Toilette von den „Gurken“ angegriffen wird, übergibt er diese an Hook. Anschließend erfährt man, dass er von den „Gurken“ verschleppt wurde und das erste Opfer der Magnetstrahlenkamera wird. Sein weiteres Schicksal ist unklar. Er wird von einem blauen Dodge Challenger verkörpert.

### Leland Turbo
Leland Turbo ist ein mit Finn befreundeter britischer Agent. Er war mit ihm zusammen auf der Agentenakademie und wurde mit der Ölbohrinselmission betraut. Am Anfang des Films Cars 2 sieht man eine von ihm geschickte Videobotschaft, in der er Finn von einer großen Entdeckung berichtet und davon, dass seine Tarnung aufgeflogen sei. Später, als Finn auf der Bohrinsel auf Leland wartet, beobachtet er, wie Grem Professor Z einen roten Metallwürfel zeigt und sagt: „Professor, wir haben einen von diesen britischen Spionen erwischt, Agent Leland Turbo!“. Er wird von einem roten Jaguar E-Type verkörpert.